# Fachkraft für Abwassertechnik
Die Fachkraft für Abwassertechnik steuert und überwacht das Klärwerk und Entwässerungsnetz. Neben der Arbeit am Leitstand werden Rundgänge durchgeführt und die Betriebsmittel, wie Pumpen, Rohre, Becken, Faulturm und Dekanter gewartet und repariert. Sie ziehen Proben von Wasser und Klärschlamm, begutachten diese und analysieren sie im Labor.
Laut einem Artikel des Spiegel über das Berufsbild gibt es in Deutschland ca. 10.000 Kläranlagen, die 96 % des gesamten Abwassers wiederaufbereiten.
Es ist ein staatlich anerkannter Ausbildungsberuf in Deutschland nach dem Berufsbildungsgesetz, der zu der Gruppe der Umweltschutzberufe gezählt wird, zu denen auch die umwelttechnischen Ausbildungsberufe Fachkraft für Kreislauf- und Abfallwirtschaft, Fachkraft für Rohr-, Kanal- und Industrieservice und die Fachkraft für Wasserversorgungstechnik gehören.

## Ausbildungsdauer
Die Ausbildungszeit zur Fachkraft für Abwassertechnik beträgt in der Regel drei Jahre. Die Ausbildung erfolgt an den Lernorten Betrieb und Berufsschule.

## Arbeitsgebiete
Fachkräfte für Abwassertechnik arbeiten in industriellen und kommunalen Kläranlagen. Sie sind dort im Bereich der Entwässerungsnetze sowie der Abwasser- und Klärschlammbehandlung tätig.

## Berufliche Fähigkeiten
Fachkräfte für Abwassertechnik
- planen, überwachen, steuern und dokumentieren die Prozessabläufe
- erkennen Störungen im Prozessablauf und leiten Maßnahmen zur Störungsbeseitigung ein
- erkennen Gefährdungen im Arbeitsablauf und führen Schutzmaßnahmen durch
- führen Messungen und analytische Bestimmungen zur Prozess- und Qualitätskontrolle durch
- bedienen Anlagen und Geräte
- inspizieren und warten Maschinen, Geräte, Rohrleitungssysteme und bauliche Anlagen und halten diese instand
- kennen die Gefahren im Umgang mit elektrischem Strom, beurteilen Störungen und führen elektrotechnische Arbeiten aus
- erfassen Daten, werten sie aus und nutzen die Prozessoptimierung
- überwachen und dokumentieren die Einhaltung rechtlicher Anforderungen
- arbeiten kosten-, umwelt- und hygienebewusst.[4]

## Abwassermeister
Aufbauende Fortbildungsmöglichkeit ist der geprüfte Abwassermeister gemäß der bundeseinheitlichen AbwasserMeistPrV von 2005. Der Lehrgang dauert in Teilzeit oder als Fernunterricht ca. 2 Jahre.
Abwassermeister
- koordinieren und planen die Arbeitsabläufe
- überwachen die Kläranlage und das Entwässerungsnetz und
- gewährleisten die störungsfreie Funktion von Anlagen und Laboreinrichtungen
- leiten die Mitarbeiter an
- verantworten die betriebliche Ausbildung
- wählen Personal aus und bewerten es
- veranlassen die ordnungsgemäße Entsorgung des Klärschlamms
- Kostenkontrolle